# 住友商事銅取引巨額損失事件

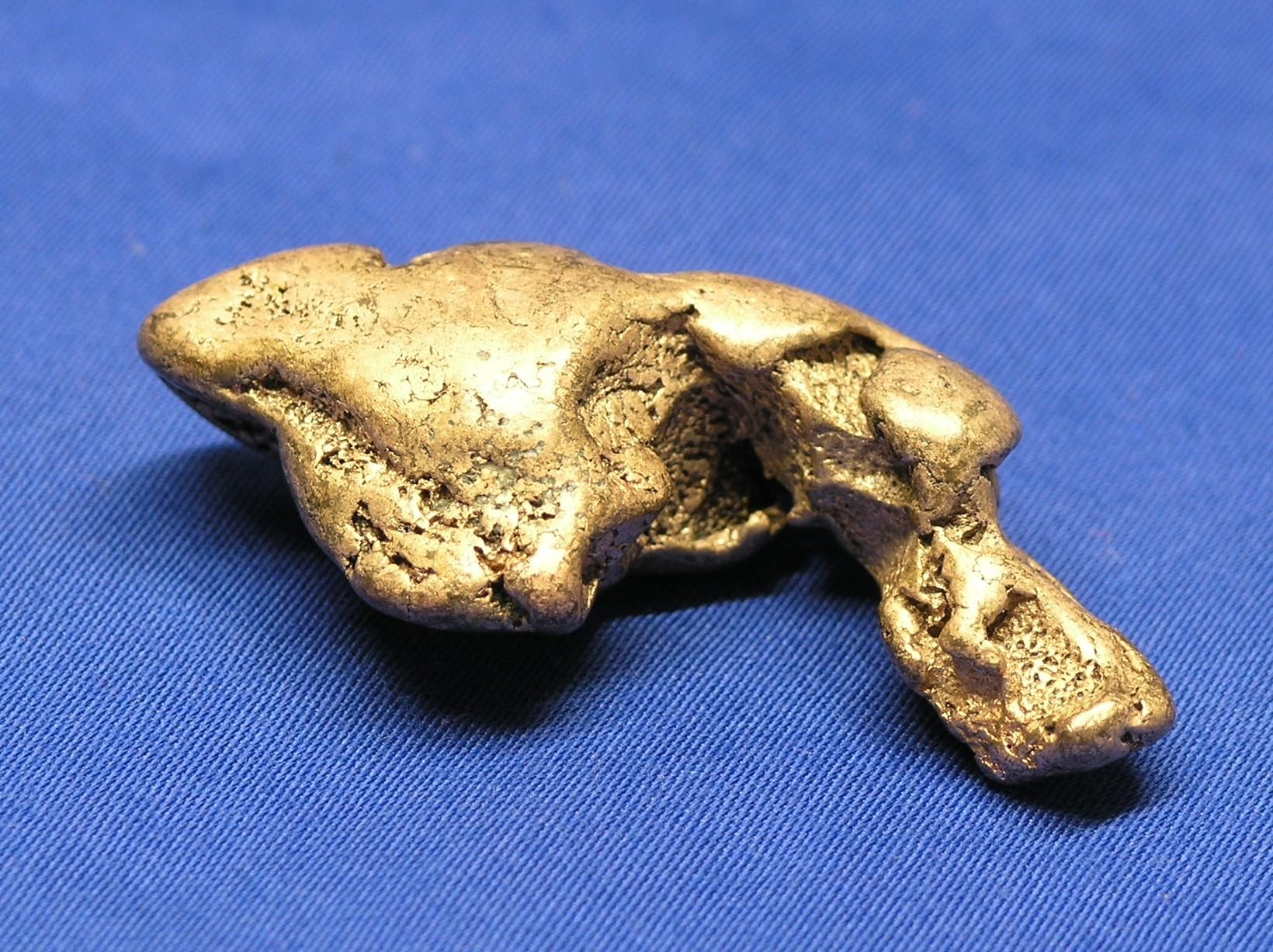
ナゲット銅

住友商事銅取引巨額損失事件（すみともしょうじどうとりひききょがくそんしつじけん）は、1996年に発覚した金属取引に関する不正取引事件である。「ミスター5%」ともあだ名された当時の住友商事非鉄金属部長の男Xによる長期間にわたる無許可取引を発端とし、同社が関連損失として18億ドルに及ぶ金額を計上したことにより、世界的に注目を集めた。その後、さらなる損失が判明し、国際的な金属市場に大きな衝撃を与えた。Xは、ロンドン金属取引所（LME）で取引される銅先物を用い、世界中の銅市場を「コーナリング(買い占め)」により支配しようと試みたとされる。
本事件は「銀の木曜日」で知られるハント兄弟による世界の銀市場の買い占め未遂と同等の規模とされる大スキャンダルとなった。現在も金融史上最大の取引損失トップ10に数えられている。

## Xによる10年間の不正取引
Xと彼の上司Yは、フィリピンでの現物銅取引による損失を取り戻すため、1985年にロンドン金属取引所（LME）での銅先物取引による無断取引を開始した。しかし、これは失敗し、損失は6,000万米ドルにまで膨らんだ。この時点でYは辞任した。X、Y両者とも上司にこれらの損失を報告できないと考えたが、Xは更なる取引で損失を回収できると信じていた。
1997年の裁判でXは後に、この計画の動機は住友商事の銅取引責任者への昇進前後の損失を隠蔽することが目的であり、私的な利得を得ることではなかったと証言している。Yもこの動機に関するXの証言を支持している。
動機が何であれ、Xは無断取引の秘密帳簿を保持し、書類の破棄、上司への虚偽報告、取引データの改ざん、署名の偽造などの手段で損失を隠蔽した。これらの手法により不正取引を成功裏に隠蔽し続け、1986年には住友商事の銅取引責任者に昇進した。

### 損失回収のための手法
Xは、前述の取引損失を回収するため、市場を買い占めることで銅取引を有利に進める多様な手法を展開した。

### 不正取引の露呈
MEのロングビーチ倉庫における銅在庫の増加と、それに関連するCOMEX倉庫での銅在庫の減少により、米商品先物取引委員会（CFTC）は銅市場の調査に乗り出すこととなった。しかし、CFTCがLME、証券投資委員会（SIB）、および住友商事にXの銅取引に関する調査を開始させることができたのは1996年4月のことであり、これはXが市場でのポジションを確立してから数か月後のことであった。
1996年5月9日、住友商事はメリルリンチにおけるXの無断口座とポジションを発見し、Xを職務から解任した。Xは1996年6月5日に不正取引を告白。1996年6月13日、住友商事はXの取引に関連して18億米ドルの損失が発生したことを公表した。
その後、住友商事はXの先物および現物銅のポジションの解消を開始したが、これにより銅価格は1996年5月の2,800米ドルの高値から1996年6月25日には2年半ぶりの安値である1,785米ドルまで暴落した。最終的に住友商事はXのポジションにより26億米ドルの損失を被り、さらにその後の訴訟関連で2億米ドルの追加損失を被ることとなった。

## 余波
1997年、東京地方裁判所はXに対し、文書偽造および詐欺の4つの罪状で有罪を言い渡し、懲役8年の実刑判決を下した。Xは市場操作の罪では起訴されなかったものの、住友商事は銅価格操作の疑いに関して、CFTCに1億5,000万米ドル、SIBに800万米ドルの制裁金を支払って和解した。
1999年、住友商事はXの不正取引を幇助したとして、メリルリンチ、UBS、クレディ・リヨネ、モルガン・スタンレーに対し、20億米ドルを超える損害賠償を求めて提訴した。その結果、メリルリンチは2億7,500万米ドル、JPモルガンは1億2,500万米ドル、UBSは8,600万米ドルで和解に応じた。クレディ・リヨネも和解金額は非公表ながら和解に至った。
Xの取引当時、住友商事がLMEの会員ではなかったという事実を受け、スキャンダル発覚後にXの取引全容が明らかになったことで、LMEは会員資格カテゴリーと会員の報告義務要件の見直しを実施した。これは、ブローカー会員を通じて取引を行う非会員が保有する大規模なポジションの透明性を高めることで、同様の事態の再発を防ぐことを目的としたものであった。